# Catedral de Santa María (Sheffield)
La catedral de Santa María (en inglés: Cathedral Church of St Marie) es la catedral católica de Sheffield, Reino Unido. Se encuentra en un lugar un poco escondido, justo al lado de la principal calle comercial de la ciudad, pero da señales de su presencia con una alta aguja. Es un excelente ejemplo de iglesia católica inglesa, con mucha decoración interior. La Reordenación del santuario tras el Concilio Vaticano II ha sido delicada. Hay varios altares laterales particularmente notables, así como estatuas y azulejos pintados. Pertenece a la diócesis de Hallam.
Antes de la Reforma anglicana, la Iglesia de Inglaterra era parte de la Iglesia católica, y la iglesia medieval de la parroquia de San Pedro de Sheffield (ahora la Iglesia Catedral de San Pedro y San Pablo) era la principal iglesia cristiana del distrito.
La catedral de Santa María se completó en 1850 y se abrió el 11 de septiembre. La construcción de la iglesia costó más de 10 500 GBP, una suma enorme en aquellos días, y hasta 1889 la iglesia no estuvo libre de deudas.